# Ulrich Glockengießer
Ulrich Glockengießer (* um 1395; † 1439 in Giengen (?)) war ein deutscher Stück- und Glockengießer.
Glockengießer war der Sohn von Jacob Glockengießer und Margarete Statbock. Sein Stiefvater war Peter Glockengießer genannt Keßler, der die Gießhütte gemeinsam mit Ulrich und dessen Bruder Hans betrieb.
Glockengießer war in erster Ehe mit Catharina Zutschin, mit der er zwei Kinder hatte, und in zweiter Ehe mit Elisabeth Schönmacher verheiratet.
1419 wurde er Glockengießermeister. 1420 lieferte er Geschütze an den Landgrafen von Leuchtenberg, 1430 für die Stadt Regensburg und 1432 für den Bischof von Würzburg.

## Glocken
- 1423: Pappenheim
- 1424: Burgeberbach bei Feuchtwangen
- 1425: Nenningen bei Göppingen
- 1426: Willanzheim bei Kitzingen
- 1429: Niederstetten bei Mergentheim
- 1431: Häfnerhaslach bei Vaihingen
- 1434: Rieden bei Schwäbisch Hall, jetzt Bleichstetten bei Reutlingen
- 1434: Arberg, dann Eichstätt, Jesuitenkirche
- 1435: Gunzenhausen
- 1435: Rot am See bei Crailsheim
- 1436: Kloster Neresheim, jetzt Heuchlingen bei Schwäbisch Gmünd
- 1436: Markt Berolzheim bei Treuchtlingen
- 1438: Hilgertshausen bei Crailsheim
- 1438: Reubach bei Crailsheim
- 1438: Meinheim bei Treuchtlingen